# Des belles, des balles et des brutes
Pour plus de détails, voir Fiche technique et Distribution.
Des belles, des balles et des brutes (Guns, Girls and Gambling) est un film américain écrit et réalisé par Michael Winnick, sorti en 2012.

## Synopsis
"John Smith" arrive dans un casino tenu par le Chef. Pour gagner un peu d'argent, il participe à un concours de sosies d'Elvis. Après une nuit de poker avec les autres sosies, il se voit accusé d'avoir volé le masque tribal du Chef porteur de prospérité.
Poursuivi par le Chef et sa bande, le Ranger et sa bande, et deux policiers véreux, il tente de retrouver les autres Elvis, persuadé que c'est l'un d'eux qui a le masque. Il est aidé par sa voisine et doit gérer une blonde qui tire sur tout ce qui bouge.
À la fin, les survivants se retrouvent dans une vieille ferme où un couple avait été massacré il y a plusieurs décennies.
Et tout s'explique...

## Fiche technique
- Titre original : Guns, Girls and Gambling
- Titre français : Des belles, des balles et des brutes
- Réalisation : Michael Winnick
- Scénario : Michael Winnick
- Producteur :
- Production : Freefall Films, Hollywood Sky Entertainment, Releaseme Productions
- Musique :
- Pays d'origine :  États-Unis
- Langue d'origine : anglais américain
- Genre : Comédie, thriller
- Durée : 90 minutes
- Dates de sortie :

  - USA : 8 janvier 2013
  - Royaume-Uni : 27 janvier 2014

## Distribution
- Megan Park : Cindy
- Helena Mattsson : la Blonde
- Christian Slater : John Smith
- Gary Oldman : Elvis
- Chris Kattan : Gay Elvis
- Tony Cox : Little Person Elvis
- Anthony Brandon Wong : Asian Elvis
- Heather Roop : Vivian
- Powers Boothe : le Rancher
- Dane Cook : Sheriff Hutchins
- Sam Trammell : Sheriff Cowley
- Jeff Fahey : le Cowboy
- Matthew Willig : l'indien
- Gordon Tootoosis : le chef
- Anthony Azizi : Mr. Crow